# Temsamane (stam)
De Ait Temsamane (Berbers: ⴰⵢⵜ ⵜⴻⵎⵙⴰⵎⴰⵏ) is een stam gelegen in de Rifstreek in het noorden van Marokko. Ze spreken het centraal-Riffijnse dialect.

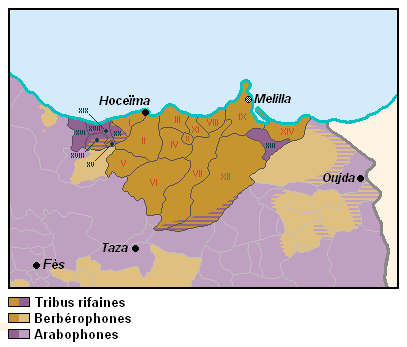
De Ait Temsamane worden aangegeven met III

## Geografie
Het stamgebied van de Ait Temsamane behoort tot de provincie Driouch en ligt gelegen aan de kust van de Middellandse zee. De Oued Nekor rivier scheidt de Ait Temasamane van het grondgebied van de Ait Waryaghar. Andere aangrenzende stammen zijn: Ait Touzine, Ait Ourish en Ait Tafersite.

## Substammen
De Ait Temsamane zijn historisch gezien verdeeld over vijf substammen:
- Ait Taaban
- Ait Boudinar
- Ait Trougout
- Ait Marghnine
- Ait Amghar